# Grand Prix Formule 1 van Spanje 1969
De Grand Prix Formule 1 van Spanje 1969 werd gehouden op 4 mei op het Montjuïc Circuit in Barcelona. Het was de tweede race van het seizoen.

## Uitslag
| Pos. | Nr. | Coureur              | Constructeur | Rondes | Tijd / Oorzaak uitval | Grid | Punten |
| ---- | --- | -------------------- | ------------ | ------ | --------------------- | ---- | ------ |
| 1    | 7   | Jackie Stewart       | Matra-Ford   | 90     | 2:16:54.0             | 4    | 9      |
| 2    | 6   | Bruce McLaren        | McLaren-Ford | 88     | + 2 Rondes            | 13   | 6      |
| 3    | 8   | Jean-Pierre Beltoise | Matra-Ford   | 87     | + 3 Rondes            | 12   | 4      |
| 4    | 5   | Denny Hulme          | McLaren-Ford | 87     | + 3 Rondes            | 8    | 3      |
| 5    | 14  | John Surtees         | BRM          | 84     | + 6 Rondes            | 9    | 2      |
| 6    | 4   | Jacky Ickx           | Brabham-Ford | 83     | + 7 Rondes            | 7    | 1      |
| NF   | 9   | Pedro Rodríguez      | BRM          | 73     | Motor                 | 14   |        |
| NF   | 15  | Chris Amon           | Ferrari      | 56     | Motor                 | 2    |        |
| NF   | 3   | Jack Brabham         | Brabham-Ford | 51     | Motor                 | 5    |        |
| NF   | 10  | Jo Siffert           | Lotus-Ford   | 30     | Olielek               | 6    |        |
| NF   | 2   | Jochen Rindt         | Lotus-Ford   | 19     | Ongeluk               | 1    |        |
| NF   | 11  | Piers Courage        | Brabham-Ford | 18     | Motor                 | 11   |        |
| NF   | 2   | Graham Hill          | Lotus-Ford   | 8      | Ongeluk               | 3    |        |
| NF   | 12  | Jackie Oliver        | BRM          | 1      | Oliepijp              | 10   |        |

## Statistieken
| Pole-position | Jochen Rindt | Lotus-Ford | 1:25.7 |
| Snelste ronde | Jochen Rindt | Lotus-Ford | 1:28.3 |

## Noot
- Dit was de eerste snelste ronde voor Jochen Rindt en voor een Oostenrijkse coureur.

1913 · 1923 · 1926 · 1927 · 1933 · 1934 · 1935 · 1951 · 1954 · 1967 · 1968 · 1969 · 1970 · 1971 · 1972 · 1973 · 1974 · 1975 · 1976 · 1977 · 1978 · 1979 · 1980 · 1981 · 1986 · 1987 · 1988 · 1989 · 1990 · 1991 · 1992 · 1993 · 1994 · 1995 · 1996 · 1997 · 1998 · 1999 · 2000 · 2001 · 2002 · 2003 · 2004 · 2005 · 2006 · 2007 · 2008 · 2009 · 2010 · 2011 · 2012 · 2013 · 2014 · 2015 · 2016 · 2017 · 2018 · 2019 · 2020 · 2021 · 2022 · 2023 · 2024 · 2025 · 2026